# Рука дьявола (фильм, 2014)
О другом фильме с таким же названием: см. Рука дьявола (фильм, 1961)
«Рука дьявола» (англ. Where the Devil Hides) — триллер режиссёра Кристиана Е. Кристиансена
Мировая премьера: 10 октября 2014 года. Релиз в России: 18 декабря 2014 года.

## Сюжет
Действие разворачивается в небольшой религиозной общине амишей «Новый Вифлеем». Покой тихой обители нарушается 6 июня 1994 года, когда незадолго до полуночи шесть жительниц рожают по дочери. Кажется, что в этом событии нет ничего необычайного.
Однако на протяжении многих поколений старейшинами общины передавалось пророчество, гласившее, что однажды шестого числа шестого месяца на свет появятся шесть девочек. Только одна из них доживёт до своего совершеннолетия. Как только уцелевшей девушке исполнится 18 лет, она «пробудится» и станет посланником Дьявола на земле. Среди суеверных жителей начинается паника, предпринимается даже неудачная попытка убить новорожденных, однако, в конце концов, отцу одной из девочек удаётся успокоить людей.
Проходят годы, дети вырастают, ловя косые взгляды соседей и не понимая, почему собственные родители боятся их. Напряжение достигает высшей точки, когда незадолго до восемнадцатой годовщины их рождения, кто-то начинает убивать девушек одну за другой.

## В ролях
| Актёр               | Роль             |
| ------------------- | ---------------- |
| Алисия Дебнем-Кэри  | Мэри             |
| Руфус Сьюэлл        | Джейкоб Браун    |
| Колм Мини           | старейшина Бикон |
| Аделаида Кейн       | Рут              |
| Томас Макдонелл     | Тревор           |
| Дженнифер Карпентер | Ребека           |
| Леа Пайпс           | Сара             |
| Кэти Гарфилд        | Эбби             |
| Николь Эллиотт      | Ханна            |
| Рик Рейц            | шериф Стивенс    |
| Джим Маккини        | старейшина Стоун |
| Джон Стэффорд       | отец Рут         |
| Стэйси Рэбон        | мать Рут         |
| Джейн Макнейлл      | мать Сары        |
| Рэнди Грацио        | отец Ханны       |
| Мелисса Томпсон     | мать Ханны       |
| Дрю Грэй            | Фрэнк            |
| Эллисон Манн        | Кэтрин           |
| Квентин Керр        | помощник шерифа  |
| Этан МакГи          | Томас            |

## Съёмочная группа
- Режиссёр: Кристиан Е. Кристиансен[англ.]
- Продюсеры: Мики Лиделл, Дженнифер Хилтон, Скотт Холройд[англ.], Пит Шилеймон , Пэдди Каллен, Майкл Зелман
- Сценарист: Карл Мюллер
- Композитор: Антон Санко
- Оператор: Фрэнк Годвин
- Монтажёры: Тимоти Элверсон, Райан Фолси, Стив Миркович
- Художники: Шэрон Ломофски, Уильям Дж. Дэвис, Кит Тейлор